# Kehmen
Kehmen (Luxemburgs: Kiemen) is een plaats in de gemeente Bourscheid en het kanton Diekirch in Luxemburg.
Kehmen telt 82 inwoners (2018). De plaats ligt op een hoogte van 480 meter. De plaats kan worden bereikt via de CR308 en de CR 349 en ligt ten westen van Bourscheid.
Asselbur · Bamhaff · Bourscheid · Bourscheid-Moulin · Closdellt · Flebour · Friedbousch · Goebelsmühle · Kehmen · Lipperscheid · Michelau · Scheidel · Schlindermanderscheid · Welscheid

Luxemburgse gemeenten · Kanton Diekirch · Luxemburg